# Ромоданівський шлях

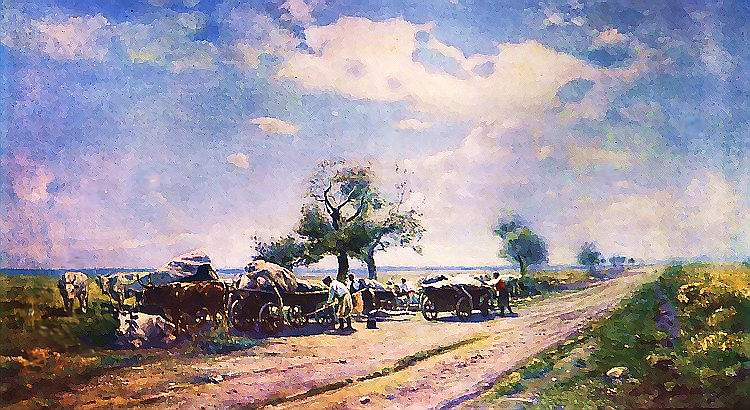
Сергій Васильківський. Чумацький Ромоданівський шлях

Ромода́нівський шлях, Ромодан — старовинний торговий шлях, що проходив Лівобережною Україною з півночі на південь через Ромни, Лохвицю, Лубни, Кременчук; частина шляху з Росії до Криму.
До побудови залізниць у 1860—1880-их pp. Ромоданівський шлях був одним з найважливіших шляхів, яким чумаки Лівобережжя ходили до Криму по сіль; у 19 ст. його також використовували для прогону з України в центральні губернії Росії стада худоби.
Походження назви невідоме. За переказами, його назва пішла або від прізвища воєводи Григорія Ромодановського, який 1674 вів цим шляхом московські війська проти гетьмана Правобережної України Петра Дорошенка, або від чумака Ромодана.

## Образ у образотворчому мистецтві

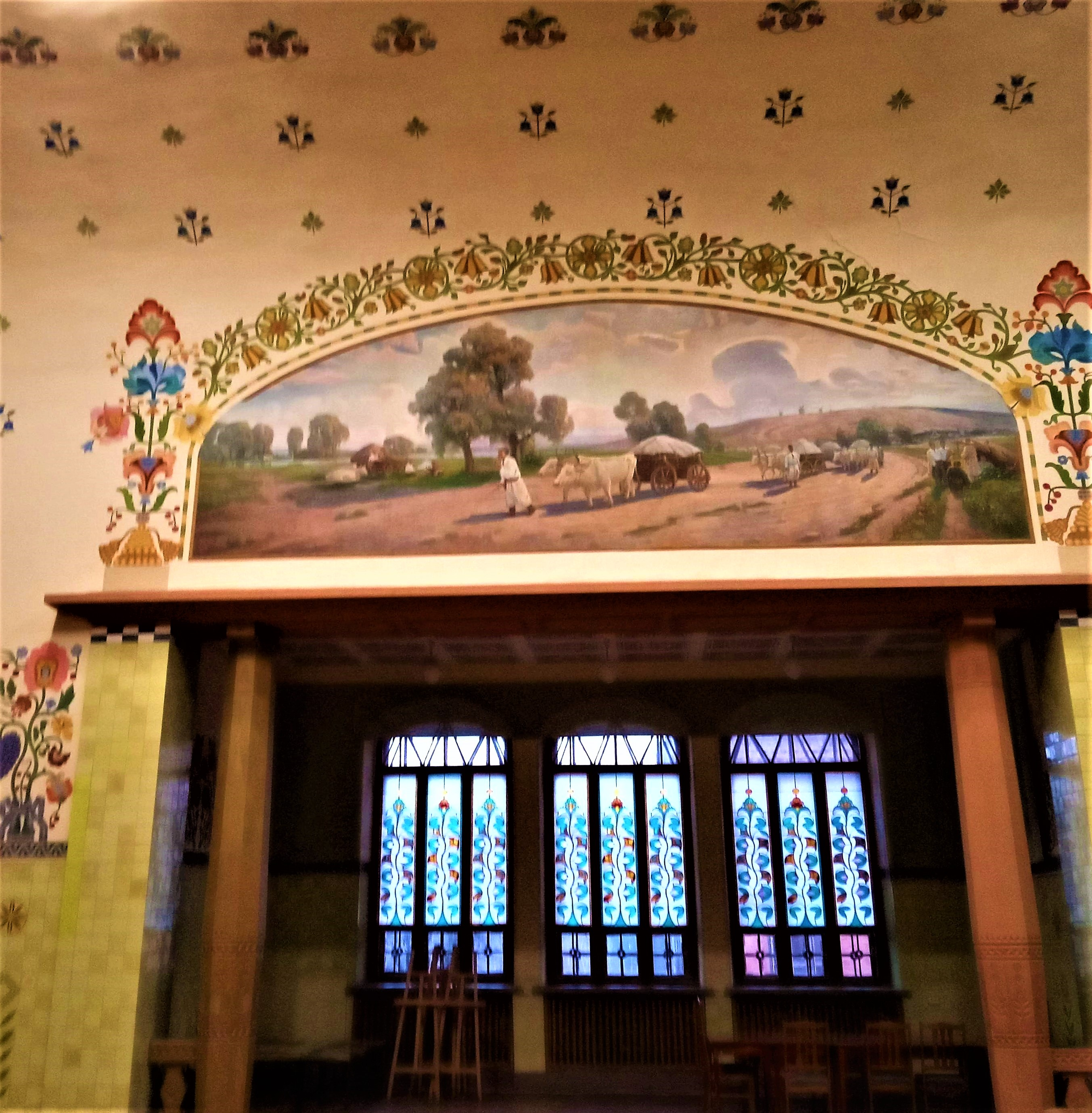
Панно в інтер'єрі Полтавського земства

Одне з трьох панно, створених живописцем Сергієм Васильківським для залу засідань Полтавського земства, зображує Чумацький Ромоданівський шлях.